# Alexandra Althoff
Alexandra Althoff (geboren 1977 in Bad Salzuflen) ist eine deutschsprachige Theatermacherin und Leiterin des Max Reinhardt-Seminars der Universität für Musik und darstellende Kunst Wien.
Sie ist derzeit Vorsitzende der Jury des Nestroy-Theaterpreises.

## Leben
Nach Abitur am Friedrichs-Gymnasium Herford im Jahr 1997 studierte Althoff Angewandte Theaterwissenschaft an der Justus-Liebig-Universität Gießen, Dramaturgie für Medien und Theater an der Hochschule für Musik und Theater „Felix Mendelssohn Bartholdy“ Leipzig und Film Studies an der Graduate School for Humanities der Universiteit van Amsterdam. 
Als Dramaturgin war sie am Schauspiel Köln, am Schauspielhaus Bochum und am Schauspiel Frankfurt tätig. Weiters wirkte sie zeitweise bei den Salzburger Festspielen, am Residenztheater München und am Berliner Ensemble. 
Am Burgtheater war sie zwischen 2019 und 2022 als stellvertretende künstlerische Direktorin tätig. Am Max Reinhardt-Seminar war sie zuvor von 2013 bis 2018 als Lehrbeauftragte für Regietheorie und -praxis tätig.

## Sonstiges
Das Max Reinhardt-Seminar gibt auf der Übersicht seiner Lehrenden bei Althoff den Titel Sen. Art. Dipl. -Dram. in an.